# Q-análogo
Un {\displaystyle q}-análogo es un término matemático, que aparece en particular en combinatoria. Un análogo de {\displaystyle q} generaliza un enunciado matemático con la ayuda de un parámetro adicional {\displaystyle q}, de modo que en el caso de {\displaystyle q\to 1} el enunciado original vuelve a obtenerse. El término también juega un papel importante en la teoría de funciones especiales, particularmente en la teoría de los polinomios {\displaystyle q}.

## Ejemplos elementales
Un número natural {\displaystyle n} tiene el {\displaystyle q}-análogo
{\displaystyle [n]_{q}:={\frac {1-q^{n}}{1-q}}=1+q+q^{2}+\cdots +q^{n-1},}
donde {\displaystyle \lim _{q\rightarrow 1}[n]_{q}=n}.

### Combinatoria

#### q-factorial
el {\displaystyle q}-factorial se define para {\displaystyle n>0} como:
{\displaystyle [n]_{q}!:=[n]_{q}[n-1]_{q}\cdots [1]_{q}=\prod \limits _{k=1}^{n}{\frac {1-q^{k}}{1-q}},}
con {\displaystyle [0]_{q}!:=1}.
Al multiplicar se obtiene
{\displaystyle [n]_{q}!=1\cdot (1+q)\cdots (1+q+\cdots +q^{n-2})\cdot (1+q+\cdots +q^{n-1}).}

#### Símbolo q-Pochhammer
El símbolo {\displaystyle q}-Pochhammer, se define como
{\displaystyle (a;q)_{n}:=\prod \limits _{k=1}^{n}(1-aq^{k-1})}
o generalizando a más de un término como
{\displaystyle (a_{1},a_{2},\ldots ,a_{m};q)_{n}:=(a_{1};q)_{n}(a_{2};q)_{n}\ldots (a_{m};q)_{n}.}

#### Coeficiente q-binomial
El coeficiente {\displaystyle q}-binomial se define como
{\displaystyle {\binom {n}{k}}_{q}:={\frac {[n]_{q}!}{[k]_{q}![n-k]_{q}!}}=\prod \limits _{j=1}^{k}{\frac {(1-q^{n-j+1})}{(1-q^{j})}}.}

#### Propiedades
Se aplica que
{\displaystyle [n]_{q}!={\frac {(q;q)_{n}}{(1-q)^{n}}}}
y
{\displaystyle {\binom {n}{k}}_{q}={\frac {(q;q)_{n}}{(q;q)_{k}(q;q)_{n-k}}}.}

## Funciones especiales q

### Función q-hipergeométrica
El {\displaystyle q}-análogo de la función hipergeométrica generalizada es la función {\displaystyle q}-hipergeométrica
{\displaystyle \;_{r}\phi _{s}\left[{\begin{matrix}a_{1}&a_{2}&\ldots &a_{r}\\b_{1}&b_{2}&\ldots &b_{s}\end{matrix}};q,z\right]=\sum _{n=0}^{\infty }{\frac {(a_{1},a_{2},\ldots ,a_{r};q)_{n}}{(q,b_{1},b_{2},\ldots ,b_{s};q)_{n}}}z^{n}\left(-q^{(n-1)/2}\right)^{n(s+1-r)}.}

#### Polinomio q-ortogonal
Los {\displaystyle q}-polinomios hermitianos constantes {\displaystyle \{H_{n}(x\mid q)\}} vienen dados por la siguiente recursión
{\displaystyle 2xH_{n}(x\mid q)=H_{n+1}(x\mid q)+(1-q^{n})H_{n-1}(x\mid q)}
con valores iniciales
{\displaystyle H_{0}(x\mid q)=1,H_{1}(x\mid q)=2x.}

## Análisis
El {\displaystyle q}-análogo de la función exponencial es
{\displaystyle e_{q}^{x}:=\sum \limits _{n=0}^{\infty }{\frac {x^{n}}{[n]_{q}!}}.}

### q-cálculo
El {\displaystyle q}-análogo de la derivada de una función {\displaystyle f} es la q-derivada o derivada de Jackson
{\displaystyle (D_{q}f)(x)={\frac {f(x)-f(qx)}{(1-q)x}},}
esto da como resultado el llamado q-cálculo.

#### q-Serie de Taylor
El {\displaystyle q}-análogo de {\displaystyle (x-a)^{n}} es
{\displaystyle (x-a)_{q}^{n}:=\prod \limits _{k=0}^{n-1}(x-q^{k}a),}
que junto con la {\displaystyle q}-derivada y el {\displaystyle q}-factorial pueden usarse para definir el {\displaystyle q}-análogo de la serie de Taylor para {\displaystyle f} dada
{\displaystyle f(x)=\sum \limits _{n=0}^{\infty }{\frac {D_{q}^{n}f(a)(x-a)_{q}^{n}}{[n]_{q}!}}.}